# Vier Abenteuer von Reinette und Mirabelle
Vier Abenteuer von Reinette und Mirabelle ist ein Spielfilm des französischen Filmemachers Éric Rohmer aus dem Jahr 1987. Der Film handelt von zwei jungen Frauen, einer Malerin vom Land und einer Studentin aus der Stadt, die sich anfreunden und in vier Episoden aus ihrem Alltagsleben ihre unterschiedlichen Persönlichkeiten und Anschauungen vorführen.

## Handlung

### Die blaue Stunde
Die Pariser Studentin Mirabelle hat bei einem Fahrradausflug aufs Land eine Reifenpanne. Reinette, die allein in einer umgebauten Scheune lebt, hilft ihr bei der Reparatur und zeigt ihr anschließend ihr Atelier und ihre autodidaktisch gemalten Bilder. Mirabelle übernachtet bei Reinette, um die blaue Stunde auf dem Land zu erleben, den kurzen Moment vor der Morgendämmerung, an dem alle Lebewesen still sind. Doch als ein Motorradfahrer den Moment stört, muss sie für eine zweite Gelegenheit einen weiteren Tag bei Reinette verbringen, in dessen Verlauf sich die beiden Frauen anfreunden. Mirabelle lädt Reinette ein, zu ihr zu ziehen, wenn sie ihr Kunststudium aufnimmt. In dieser Nacht erleben sie eine ungetrübte blaue Stunde.

### Der Kellner
Reinette ist bei Mirabelle eingezogen. Die beiden Frauen verabreden sich in einem Café, das Reinette nur mit Mühen im Pariser Straßengewirr finden kann. Beim Warten auf ihre Freundin zieht sie den Argwohn des Kellners auf sich, der sie für eine Betrügerin hält und ihr kein Wechselgeld herausgeben will. Als Mirabelle davon erfährt, veranlasst sie ihre Freundin, die Zeche zu prellen, doch Reinette bekommt Gewissensbisse, da sie die Vorurteile des Kellners bestätigt hat. Am nächsten Tag begleicht sie ihre Schulden im Café, trifft den Kellner jedoch nicht mehr wieder, der nur eine Aushilfe war.

### Der Bettler, die Kleptomanin und die Schwindlerin
Reinette und Mirabelle diskutieren, ob und wann sie Bettlern Geld geben. Während Reinette allen Bedürftigen Geld geben will, schränkt Mirabelle dies auf ihr sympathische Menschen ein. Noch stärker verstößt Mirabelle gegen Reinettes rigide moralische Grundsätze, als sie einer Ladendiebin hilft und dabei selbst an Diebesgut gelangt, mit dem sie Reinettes Geburtstag feiern will. Doch auch deren Grundsätze kommen ins Wanken, als sie am Bahnhof von einer Trickbetrügerin um das Geld für eine Fahrkarte geprellt wird und niemand der bettelnden Reinette helfen will. Als sie die Betrügerin zur Rede stellt, bekommt sie Mitleid für deren traurige Lebensumstände.

### Der Verkauf des Bildes
Reinette kann sich die Miete in Paris nicht länger leisten. Sie hat in der Stadt keine Arbeit gefunden und möchte auch nicht durch eine Tätigkeit, die sie nicht erfüllt, von der Malerei abgelenkt werden. Leidenschaftlich erklärt sie ihrer Freundin die Bedeutung der Stille für ihre Kunst. Als Mirabelle sie auf den Widerspruch aufmerksam macht, wortreich von der Stille zu reden, wettet Reinette, dass sie einen ganzen Tag lang schweigen kann. Ausgerechnet an diesem Tag will ein Galerist eines ihrer Bilder erwerben. Das Verkaufsgespräch wird zu einem Monolog des Galeristen, bis sich Mirabelle einmischt, das Schweigen der ihr vorgeblich unbekannten Malerin verteidigt und damit den Handel rettet.

## Hintergrund
Nach dem großen Erfolg von Das grüne Leuchten, das den Goldenen Löwen der Internationalen Filmfestspiele von Venedig gewonnen hatte, kehrte Rohmer auch mit Vier Abenteuer von Reinette und Mirabelle zu dessen Produktionskonzept zurück: einer kleinen Filmcrew, darunter abermals die junge Kamerafrau Sophie Maintigneux, der leicht handhabbbaren Technik des 16-mm-Films und der Improvisation der Schauspieler. Zwar waren die Dialoge, wie bei anderen Werken des Zyklus Komödien und Sprichwörter aus den 1980er Jahren, schon vorab geschrieben, doch die Umsetzung ließ Rohmer die beiden Hauptdarstellerinnen improvisieren. Dabei nahm er auch in Kauf, dass die Schauspielerinnen gleichzeitig redeten, wie dies in hitzigen Diskussionen vorkommt.
Am Anfang des Films stand im November 1984 eine Kontaktaufnahme der damals 17-jährigen Joëlle Miquel mit Éric Rohmer über dessen Produktionsstudio. Die junge Schauspielerin erwies sich als selbstbewusst und gesprächig und erzählte dem Regisseur, der immer auf der Suche nach Stoffen war, diverse inspirierende Geschichten aus ihrem Leben, bis er beschloss, einen Film mit ihr zu machen. Die ersten drei Episoden des Films gingen zurück auf Erlebnisse Miquels, auch die gezeigten Bilder, surrealistische Frauenakte, hatte sie gemalt. Ihre frühreife, altkluge und rigide Art war für Rohmer so faszinierend wie anstrengend, und sie sorgte auch für Spannungen mit den Schauspielerinnen, die Rohmer in der zweiten Hauptrolle besetzte. Die zuerst vorgesehene Anne-Laure Meury, mit der Rohmer bereits in Perceval le gallois und Die Frau des Fliegers zusammengearbeitet hatte, sprang ab. Schließlich fand Rohmer die junge Studentin und angehende Schauspielerin Jessica Forde für die Rolle des freieren, toleranteren weiblichen Gegenpols.
Die Dreharbeiten für Vier Abenteuer von Reinette und Mirabelle umfassten insgesamt sechs Wochen, die zwischen Juni 1985 und März 1986 verteilt waren, zumeist an den Wochenenden oder in den Ferien. Sie wurden nicht angekündigt oder behördlich genehmigt und liefen beinahe heimlich, von der Öffentlichkeit unbeachtet ab. Rohmer war zufrieden mit dem Ergebnis und beschrieb: „Das grüne Leuchten und Reinette und Mirabelle sind zwei Amateurfilme. Einer ist ein Urlaubsfilm, der andere ein Wochenendfilm. Es sind Filme, die mich psychologisch nicht angegriffen haben. Ich ruhte mich in ihnen aus.“ Der Episodenfilm war für Rohmer auch eine Rückkehr zur Form des Kurzfilms seiner frühen Karriere.
Eine Weile lang plante Rohmer, weitere Episoden zwischen Reinette und Mirabelle in Form einer Serie anzuhängen, doch war auch ihm der Umgang mit seiner Hauptdarstellerin letztlich zu spannungsreich, und er war erleichtert, als er den Film abgeschlossen hatte. Entwürfe zeigen eine ursprünglich geplante fünfte Episode, in der Mirabelle auf einen Schallplattenverkäufer treffen sollte, der ähnlich cholerisch auftrat wie der Kellner in der zweiten Episode gegenüber Reinette. Rohmer baute die Handlung zu seinem einzigen Theaterstück Das Trio in Es-Dur aus, das Ende 1987 am Théâtre Renaud-Barrault in Paris uraufgeführt wurde. Neben Pascal Greggory spielte Jessica Forde die weibliche Rolle in dem Zweipersonenstück. Ihren Rollennamen änderte Rohmer allerdings von Mirabelle zu Adèle.
Vier Abenteuer von Reinette und Mirabelle wurde am 2. Februar 1987 im Rahmen des Kurzfilmfestivals von Clermont-Ferrand uraufgeführt und kam zwei Tage später in die französischen Kinos. Die deutsche Synchronfassung wurde erstmals am 7. November 1987 gezeigt.

## Rezeption
Vier Abenteuer von Reinette und Mirabelle wurde mit über 200.000 Kinobesuchern in Frankreich zu einem unerwarteten Publikumserfolg, der seine geringen Produktionskosten von 350.000 Francs mühelos einspielte. Die französische Filmkritik urteilte jedoch ziemlich herablassend mit Floskeln wie „die Stadtmaus und die Landmaus“ (Robert Chazal in France Soir und Anne de Gasperi in Le Quotidien de Paris), „erblühende Mädchen“ (Gilles Le Morvan in L’Humanité), „Altmännerphantasien“ (Jacques Siclier in Le Monde) und „das Vergnügen der Wiederholung“ (Michel Pérez in Le Matin de Paris).
Der Filmdienst befand hingegen: „Ein sehr gelöster, lockerer Film in der Tradition französischer Theaterkomödien, schwungvoll, aber fast unmerklich inszeniert vom letzten ‚Ethnologen‘ unter den zeitgenössischen Filmemachern. Ein leichtes und humorvolles, bisweilen auch nachdenklich machendes Werk über das Lebensgefühl und die moralische Kraft unserer Zeit.“ Andreas Kilb beschrieb in der Zeit „Geschichten, so klein, daß sie nur auf Zehenspitzen über den Rand der Leinwand schauen können.“ Und dennoch sei der Film „ein Meisterwerk, auf Zehenspitzen gedreht“. Rohmers Filme widmeten sich dem „Alltäglichen, das man schockartig als Fremdes erkennt.“